# Дарсбері-Голл

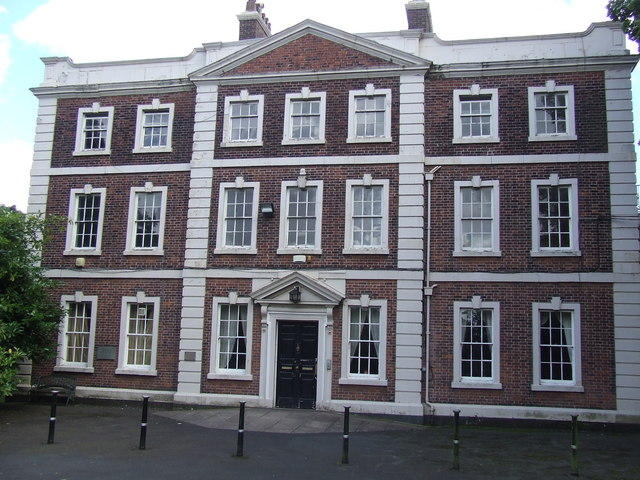
Daresbury Hall (до пожежі 2016 року)

Дарсбері-Голл — колишній георгіанський заміський будинок у селі Дерсбері, графство Чешир, Англія. Він був побудований в 1759 році для Джорджа Герона. Будинок занесено до Списку національної спадщини Англії як будівля класу II. Особняк сильно постраждав від пожежі 2016 року.

## Історія
Побудований у 1759 році для Джорджа Герона, зал перебував у власності родини Геронів до 1850 року, коли він став власністю Семюеля Беккета Чедвіка. У 1892 році його придбав сер Гілберт Грінол, пізніше барон Дересбері. 
Під час Другої світової війни він використовувався як військовий госпіталь, а протягом кількох років, починаючи з 1955 року, благодійною організацією, нині відомою як Scope, як житловий будинок для людей з обмеженими можливостями.

## Опис
Будинок побудований в георгіанському стилі з коричневої цегли з кам'яними оздобленнями, дах шиферний. Він має три поверхи і сім залів з кам'яним цоколем і кам'яними перев'язками між поверхами. Середні три секції обрамляють рустованими пілястрами та подібними кутами по кутах. Всі вікна стулки. Уздовж верхньої частини будинку розташований простий парапет з фронтоном над центральними трьома просіками.

## Цікаві факти
На сервісі Google maps панорамне зображення холлу відображає сцени хоррору. Передбачається що ці постановки були створенні для зняття фільму жахів. 

## Подальше читання
- Hartwell, Clare; Hyde, Matthew (2011) [1971], Cheshire, The Buildings of England, New Haven and London: Yale University Press, с. 325, ISBN 978-0-300-17043-6